# Off and Running
Off and Running es una película estadounidense de 1991 protagonizada por Cyndi Lauper, David Keith, José Pérez y David Thornton, y dirigida por Edward Bianchi.

## Sinopsis
Lauper interpreta a una cantante de salón que se lía con un hombre cariñoso pero problemático interpretado por José Pérez. Debido a su relación con las carreras de caballos y sus consiguientes vínculos con la mafia, el hombre es asesinado delante de ella, quien se da a la fuga para escapar de sus asesinos. En el camino, se hace acompañar por un golfista profesional y un preadolescente rebelde, y juntos intentan desentrañar el misterio que se esconde tras el pasado de su amante asesinado.

## Reparto
- Cyndi Lauper es Cyd Morse
- David Keith es Jack Cornett
- Johnny Pinto es Pompey
- José Pérez es Woody
- David Thornton es Reese
- Richard Belzer es Milt Zoloth
- Anita Morris es Florence
- Hazen Gifford es John K. Sasser
- Linda Hart es Gina Pompelli
- Tracy Roberts es Patti
- Dana Mark es April
- Heather Davis es Loree
- Sy Bondy es Norman